# Hệ thống chăn nuôi
Hệ thống chăn nuôi (Livestock systems) là một tập hợp con của hệ thống canh tác; là một tổng thể những kỹ thuật, thực hành nhằm khai thác nguồn tài nguyên thực vật cho phép sản xuất ra một loài vật nuôi nhất định trong một không gian nhất định, có tính các mục tiêu và khó khăn. Hay nói khác đi, hệ thống chăn nuôi một hệ thống sản xuất tập trung vào hoạt động chăn nuôi; hệ thống đó có tổ chức, có sự chỉ đạo, hay nói khác đi là người nông dân có một dự định, các mục tiêu và đưa ra những quyết định và có các hoạt động cụ thể. Một hệ thống chăn nuôi được xác định bởi: loài vật nuôi và mục đích chăn nuôi; chu kỳ nuôi và chu kỳ sinh sản; cách thức, phương pháp chăn nuôi chính (bao gồm: chọn giống, chăm sóc, nuôi dưỡng, vệ sinh, phòng bệnh…).

## Ví dụ
Hệ thống “chăn nuôi lợn nái và lợn thịt bán công nghiệp”: nuôi hai con lợn nái F1, mỗi con đẻ 1 năm 2 lứa x 10 lợn con F2; để lại nuôi 10 lợn F2 đến 60 kg thì xuất chuồng, 4 lứa/năm; cách thức chăn nuôi: cai sữa lợn con khi lợn đạt 40 ngày tuổi, lợn thịt và lợn nái ăn 80% thức ăn công nghiệp, tiêm vắc xin cho 100% lợn con, chuồng nuôi kiên cố, đảm bảo vệ sinh, loại thải và thay thế lợn nái sau 6 lứa.

## Đặc trưng
Theo Lhoste (1984), một hệ thống chăn nuôi được hình thành bởi ba "trục» có các mối quan hệ lẫn nhau đó lag: người chăn nuôi, đàn gia súc, và vùng lãnh thổ. Còn theo Bernard FAYE và CIRAD, một hệ thống chăn nuôi được xác định dựa trên sự tương tác lẫn nhau giữa ba "trục" là: người chăn nuôi, đàn gia súc, và các điều kiện chăn nuôi nhằm đạt được các hiệu quả kinh tế, xã hội, đồng thời quản lý được các nguồn lực tự nhiên; Hệ thống chăn nuôi là một hệ thống sản xuất dựa trên các hoạt động chăn nuôi

## Các hệ thống chăn nuôi
Theo tổ chức FAO, trên thế giới có 3 hệ thống chăn nuôi chính đó là:
- Hệ thống chăn nuôi công nghiệp: là hệ thống mà vật nuôi được tách khỏi môi trường chăn nuôi tự nhiên để sống trong môi trường do con người tạo ra, toàn bộ thức ăn, nước uống… do con người cung cấp; có hệ thống thu gom chất thải. Hệ thống chăn nuôi này cung cấp trên 50% thịt lợn và gia cầm, 10% thịt bò và cừu cho toàn thế giơi. Đây cũng là hệ thống gây nhiễm môi trường nhất.
- Hệ thống chăn nuôi hỗn hợp, là hệ thống chủ yếu chăn nuôi nhỏ lẻ ở các nước đang phát triển; là hệ thống mà trong đó có cả sản xuất trồng trọt và chăn nuôi. Đây là hệ thống cung cấp 90% lượng sữa cho toàn thế giới.
- Hệ thống chăn thả là hệ thống chăn nuôi mà trên 90% thức ăn cho vật nuôi được cung cấp từ đồng cỏ, bãi chăn thả… dưới 10% còn lại được cung cấp từ các cơ sở khác. Hệ thống này chỉ cung cấp được cho thế giới 9% tổng sản phẩm.